# Gilles Clément
(Gilles Clément)
Gilles Clément (Argenton-sur-Creuse, 6 ottobre 1943) è un biologo, scrittore, entomologo e paesaggista francese, insegnante al École nationale du paysage di Versailles.

## Pensiero teorico
Paesaggista tra i più noti e influenti d'Europa, è il teorizzatore del giardino planetario, del giardino in movimento e del concetto di terzo paesaggio. Ha all'attivo numerosi saggi e romanzi.

## Opere
Ha realizzato diversi parchi e giardini, sia pubblici che privati. Tra le maggiori opere i giardini de La Défense e il parco André Citroën (13 ettari sulle rive della Senna nei terreni che appartenevano all'omonima fabbrica automobilistica) entrambi a Parigi, e il parco Matisse a Lilla. Un altro progetto era un giardino nella necropoli di Tuvixeddu a Cagliari, in Sardegna, rispondendo a una richiesta da Renato Soru, Presidente della regione.

## Libri editi in Italia
- Gilles Clément, Manifesto del Terzo paesaggio, a cura di F. De Pieri, Quodlibet, Macerata, 2005
- A. Rocca, a cura di, Gilles Clément. Nove Giardini Planetari, 22 Publishing, 2007
- Gilles Clément, Il giardiniere planetario, 22 Publishing, 2008
- Gilles Clément, L'elogio delle vagabonde: erbe arbusti e fiori alla conquista del mondo, DeriveApprodi, Roma, 2010
- Gilles Clément, Nuvole, DeriveApprodi, Roma, 2010
- Gilles Clément, Il giardino in movimento, Quodlibet, Macerata, 2011
- Gilles Clément, Breve storia del giardino, Quodlibet, Macerata, 2012
- Gilles Clément, Giardini, paesaggio e genio naturale, Quodlibet, Macerata, 2013
- Gilles Clément, Ho costruito una casa da giardiniere, Quodlibet, Macerata, 2014
- Gilles Clément, L'Alternativa ambiente, Quodlibet, Macerata, 2015
- Gilles Clément, Piccola pedagogia dell'erba. Riflessioni sul Giardino Planetario, DeriveApprodi, Roma, 2015
- Gilles Clément, Vincent Gravé, Un grande giardino Archiviato il 15 ottobre 2022 in Internet Archive., Rizzoli, Milano, 2017
- Gilles Clément, Breve trattato sull'arte involontaria, Quodlibet, Macerata, 2019
- Gilles Clément, La saggezza del giardiniere. L'arte del Giardino Planetario, DeriveApprodi, Roma, 2021